# Desmozyna
Desmozyna – organiczny związek chemiczny z grupy aminokwasów. Jest składnikiem elastyny, białka tkanki łącznej, które po kolagenie jest drugim najważniejszym białkiem tej tkanki. Desmozyna i jej izomer, izodesmozyna, tworzą wiązania krzyżowe między cząsteczkami tropoelastyny, nadając elastynie jej charakterystyczne właściwości sprężyste.

## Struktura
Desmozyna składa się z czterech reszt lizyny, które łączą się, tworząc pierścień pirydynowy. Ta unikalna struktura umożliwia tworzenie wiązań krzyżowych między cząsteczkami elastyny, co jest kluczowe dla jej funkcji w tkankach.

## Synteza
W procesie biosyntezy elastyny, enzym oksydaza lizylowa katalizuje oksydacyjną deaminację reszt lizyny w tropoelastynie, prowadząc do powstania aldehydów lizylowych. Te reaktywne grupy mogą następnie kondensować, tworząc wiązania krzyżowe, takie jak desmozyna i izodesmozyna, które stabilizują strukturę elastyny.

## Znaczenie kliniczne
Poziom desmozyny w płynach ustrojowych, takich jak mocz, osocze czy plwocina, może służyć jako biomarker degradacji elastyny. Zwiększone stężenia desmozyny obserwuje się w chorobach związanych z nadmiernym rozpadem elastyny, takich jak przewlekła obturacyjna choroba płuc (POChP).

## Zastosowanie w medycynie
Monitorowanie stężenia desmozyny może być użyteczne w ocenie stopnia uszkodzenia tkanek sprężystych oraz skuteczności terapii w chorobach związanych z degradacją elastyny. Badania nad desmozyną przyczyniają się do lepszego zrozumienia procesów starzenia się tkanek oraz mechanizmów patologicznych w chorobach układu oddechowego i sercowo-naczyniowego.